# 再閲民法草案
再閲民法草案（さいえつみんぽうそうあん）は、日本政府法制顧問のフランス人法学家ギュスターヴ・エミール・ボアソナードらが、1879年から1886年ごろまでに起草した日本の民法草案のひとつ。1890年に公布された旧民法（明治23年法律第28号及び第98号、財産編・財産取得編・債権担保編・証拠編・人事編全1762条）のうち、「財産編」と「財産取得編」の原案。
元資料の表題は『ボアソナード氏起稿　再閲民法草案』。全49巻の内訳は「財産編・物件の部」16冊、「財産編・人権の部」が20冊、「権利獲得方法の部」が12冊、「物件の部要旨、人権の部要旨、フランス法典・日本法典対照表」が1冊である。第1条から第1000条までの草案とその注解などが収録されている。

## 沿革

### フランス法学の導入
民法の起草事業は、1870年（明治3年）、江藤新平が太政官制度局に民法会議を設置し、箕作麟祥にフランス民法典の翻訳を命じたことから始まった。同事業は1871年に左院の民法編纂会議に引き継がれ、翌1872年には江藤が初代司法卿となったことから司法省の民法編纂会議に引き継がれた。
起草事業の間の1871年には、仮の民法として全79条の「民法決議」が、次いで1872年には全1084条からなる皇国民法仮規則（1872年）が設置されている。1873年には、明治六年政変に関連して江藤は司法卿を辞任したが、編纂事業は後任の司法卿大木喬任に引き継がれ、ボアソナードが顧問として招へいされるに至った。
ボアソナードは司法省の法律学校である明法寮（のち司法省法学校）でフランス語によるフランス法学の講義を行う傍ら、日本法の整備を命じられた。初めに刑法典および治罪法典の起草事業が行われ、1880年には旧刑法および治罪法が公布された（1882年に施行）。

### 民法草案の編纂
1878年、司法省民法編纂会議の下で編纂されていた民法草案は完成したが（いわゆる「明治11年民法」）、1880年、フランス法の直訳であり修正すべき点が多いとして廃棄されることとなった。このことから大木喬任は、草案の修正のために司法省に修補課を設置した。
修補課による編纂事業には、ボアソナードのほか、箕作麟祥や黒川誠一郎、磯部四郎らが携わった。事業は太政官法制部、元老院民法編纂局に移されながらも、1882年にはフランス語版の『Projet de code civil pour l'Empire du Japon: accompagné d'un commentaire』（第1編財産編・物件の部）が完成した。
これを翻訳・修正加筆したものが1882年に出版された再閲民法草案の『第2篇第1部　財産編物件の部』となる。1883年には『第2篇第2部　財産編人権の部』が完成した。『第3篇　権利獲得方法の部』は1888年までには出版されたとみられるが、正確な刊行年は明らかでない。
なお、この原案では第1篇人事編は準備中とされているが、人事編には社会および親族間において有すべき人の身分を記載すること、これはフランス民法およびその他大半の外国法典の第1編の事項であること、また、この公法および私法に関する第1編の部分は日本古来の確乎たる慣習に基づくべきであるとして過大に習慣を参酌するのでない限り編纂すべきではない、ということが冒頭の「諸言」に宣言されている。
また再閲民法草案に次いで、『民法草案修正案（自501条至1502条）』（1886年。再閲民法草案の内容を修正し条数を501条から開始したもの）や、『民法草案（財産編・取得編・担保編・証拠編）』なども刊行されている。

### イギリス法学の台頭・民法典論争
1886年に旧東京大学が帝国大学と改称しイギリス法学を導入し始めると、元老院民法編纂局は閉鎖されることとなった。大木喬任は閉鎖の直前に草案を内閣に提出し（上述の『民法草案修正案（自501条至1502条）』）、草案は元老院に送付されたものの、審理は外務卿井上馨の要請により留保され、1887年には内閣法制局に返付されてしまうこととなった。
司法省は1887年4月、法律取調委員会を設置して民法人事編の編纂作業を継続したが、他方の外務省も8月に法律取調委員会を設置し、後者が草案を検討することとなった。後者の委員長には井上馨（のち辞職）が、委員に西園寺公望、三好退蔵、内閣法律顧問ボアソナード、司法省顧問のイギリス人ウィリアム・モンタギュー・H・カークウッドおよびドイツ（プロイセン）人のオットー・ルドルフが、書記には栗塚省吾、今村和郎、本多康直、出浦力雄などが選ばれた。

### 旧民法の公布
民法典論争を経て草案は修正され、1890年3月には『民法財産編・財産取得編・債権担保編・証拠編』（明治23年4月21日法律第28号）が、10月7日には『民法財産取得編・人事編』（明治23年10月7日法律第98号)が公布され、いずれも1893年（明治26年）1月1日に施行される予定となった（いわゆる「旧民法」）。
旧民法は、各編が第1条から始まる体裁となっているなどボアソナード草案と異なる点はあるが、全1762条からなるものであった。また、国際私法に関する既定は編纂の中で人事編から分離され、当時最先端の法典であったベルギー法を採り入れて起草されたうえ、法例（明治23年法律第97号）として公布された。

### 旧民法の施行延期と現行民法の公布
民法典論争は旧民法の公布の後も収まることはなく、第2次伊藤内閣期の1892年11月、旧民法は1896年12月31日まで施行を延期することが決定され、伊藤博文は内閣法典調査会を設置した。延期の当時は各条文は修正が終わり次第、逐条を施行することができるとされていたが、結果的には第3次伊藤内閣期の1896年4月に旧民法の全部が廃止され、これに替わり現行の民法（明治29年4月27日法律第89号、明治31年法律第9号）が施行された。また、旧民法から分離された法例も同時に廃止され、後継の法例が設置された。
旧民法は、家族員や妻の権利能力をできるだけ強調し、個人の人格を尊重する考え方であり、また長男子による家督相続を認めつつも二・三男以下の相続における地位を補強しようとするものであったが、この旧民法と旧法例に代わる1896年及び1898年の民法と法例の公布により、フランス法学に基づくボアソナードの影響は相対的に低下した。また、後の1905年には相続税法（明治38年1月1日法律第10号）が施行された。
なお初代司法卿であった江藤新平は1874年に40歳で死刑に処され、旧民法も現行民法の成立も見ることはなかった。箕作麟祥は1889年からは東京法学校の初代校長、1893年からは法典調査会主査委員を務め、1897年に51歳で亡くなったが、彼によるフランス法典の翻訳書や解釈書は多く残されている。

## 構成
全49巻の構成は次のとおり。
- 『財産篇・物権の部／第2編第1部　財産』
- 『財産篇・人権の部／第2編第2部　人権すなわち債主権及び一般の義務』
- 『権利獲得方法の部／第3編　物上及び対人の諸権利を獲得する方法』
- 物権の部要旨、人権の部要旨、フランス法典・日本法典対照表
  - 物権の部要旨
  - 人権の部要旨
  - フランス法典・日本法典対照表

## 評価
外務省法律取調委員会の栗塚省吾は、同草案を、「移動物、留置、先取権の抵当の如きものを抵当だと言っておけばよろしいに」、「右権利は第4編に記載するとか何権利は特別法をもって定めるとか」、「全て日本人に教えてくれるような姿」、「全くこの案は宝玉であります」と評した。
一方、ボアソナードを高く評価する池田真朗はボアソナード草案と旧民法とを比較し、両者の内容が異なることを指摘し、後者を前者の誤訳と誤解による劣化版であると批判している。

### 当時の外国人法制顧問の意見
1884年には『華族令』（明治17年宮内省達）が、1886年には『華族世襲財産法』（明治19年勅令第34号）が施行されていたが、大日本帝国憲法が設置された前後の民法典論争の時期には、普通の家庭の家督（戸主）を規定した戸籍法（1898年）や、家督への税優遇を認めた相続税法（1905年）はまだ存在しなかった。
ボアソナード自身やカークウッド、ルードルフのほか、ドイツ法学家のヘルマン・ロエスレル、イタリア法学家のアレッサンドロ・パテルノストロらが、民法草案について意見書を提出したが、反対意見の多くはそうした財産規定に関するものである。
例えばロエスレルの反対意見は、フランス民法は純然たる民主主義に基づき家督の制限や遺言を残す権利を禁じるなどして財産権の自由を認めているが、そのために革命に至ったということを強調し、ドイツ民法は全く逆であるから君主制・貴族制の日本に適しているとして相続権の制限を求めている。
パテルノストロの反対意見もまた、「社会において最も着目すべきものは相続法である」と前置きしたうえ、遺産の全相続を人に認めることは大日本帝国憲法の原則とは異なるであるとか、国家経済を損なう恐れや族長の権利を削ぐ恐れがあることなどを強調し、むしろ相続税課税を促す意見を提出している。